# 1,5-Diiodpentan
1,5-Diiodpentan ist eine chemische Verbindung aus der Gruppe der aliphatischen, gesättigten Halogenkohlenwasserstoffe.

## Gewinnung und Darstellung
1,5-Diiodpentan kann durch Reaktion von 2-Methoxytetrahydropyran mit Diiodsilan gewonnen werden. Es kann auch durch Reaktion von 1,5-Pentandiol mit Kaliumiodid, Diphosphorpentoxid und Phosphorsäure gewonnen werden.

## Eigenschaften
1,5-Diiodpentan ist eine farblose Flüssigkeit, die praktisch unlöslich in Wasser ist. Die Verbindung kommt stabilisiert mit Kupfer in den Handel.

## Verwendung
1,5-Diiodopentan wird als Vernetzungsreagenz verwendet. Es wird zur Herstellung von Iodalkylaminocarben-Wolframkomplexen und von unsubstituiertem Cyclohexan verwendet. Es ist an der Herstellung von Poly(1-vinylimidazol-coethylenglykolmethylether-Acrylat)-Elektrolyten beteiligt und wird für quasifeste Farbstoff-sensibilisierte Solarzellen verwendet.